# Pietro Lombardi
Pietro Lombardi, nemški pevec in televizijska osebnost, * 9. junij 1992, Karlsruhe, Nemčija

## Zasebno življenje
Lombardijevi starši prihajajo iz Italije. Leta 2011 je postal zmagovalec 8. sezone oddaje Deutschland sucht den Superstar. Dne 1. marca 2013 se je poročil s Sarah Engels, drugouvrščeno v oddaji. Junija 2015 se jima je rodil sin Alessio. Oktobra 2016 je par napovedal ločitev. Septembra leta 2020 je bil v razmerju z Lauro Rypa, a sta se čez en mesec razšla. Leta 2022 sta ponovno postala par. Njun prvi skupni sin Leano se jima je rodil januarja 2023, drugi sin Amelio pa avgusta 2024. Par je zaročen od oktobra 2022.

## Diskografija

### Studijski albumi
| Naslov                        | Podrobnosti                                                                                               | Najvišje uvrstitve na lestvicah | Najvišje uvrstitve na lestvicah | Najvišje uvrstitve na lestvicah |
| Naslov                        | Podrobnosti                                                                                               | NEM                             | AUS                             | ŠVI                             |
| ----------------------------- | --- | ------------------------------- | ------------------------------- | ------------------------------- |
| Jackpot                       | - Objavljeno: 27. maja 2011 - Založba: Universal Music Germany - Format: CD, digitalni prenos             | 1                               | 1                               | 3                               |
| Pietro Style                  | - Objavljeno: 2. december 2011 - Založba: Universal Music Germany - Format: CD, digitalni prenos          | 17                              | 30                              | 66                              |
| Dream Team (s Sarah Engels)   | - Objavljeno: 22. marec 2013 - Založba: Universal Music Germany - Format: CD, digitalni prenos            | 33                              | 37                              | 69                              |
| Teil von mir (s Sarah Engels) | - Objavljeno: 18. marca 2016 - Založba: GoodToGo - Format: CD, digitalni prenos                           | 35                              | 27                              | 35                              |
| Lombardi                      | - Objavljeno: 20. marec 2020 - Založba: Universal Music Germany - Format: CD, digitalni prenos, streaming | 2                               | 2                               | 3                               |

### Pesmi
| Leto | Naslov                         | Najvišje uvrstitve na lestvicah | Najvišje uvrstitve na lestvicah | Najvišje uvrstitve na lestvicah | Album        |
| Leto | Naslov                         | NEM                             | AUS                             | ŠVI                             | Album        |
| ---- | ------------------------------ | ------------------------------- | ------------------------------- | ------------------------------- | ------------ |
| 2011 | »Call My Name«                 | 1                               | 1                               | 1                               | Jackpot      |
| 2011 | »Goin' to L.A.«                | 22                              | 55                              | —                               | Pietro Style |
| 2017 | »Mein Herz«                    | 12                              | 15                              | 27                              |              |
| 2018 | »Phänomenal«                   | 1                               | 2                               | 8                               |              |
| 2019 | »Nur ein Tanz«                 | 4                               | 8                               | 8                               | Lombardi     |
| 2019 | »Bella Donna«                  | 3                               | 5                               | 11                              | Lombardi     |
| 2019 | »Macarena«                     | 3                               | 6                               | 6                               | Lombardi     |
| 2019 | »Standort« (skupaj z Dardanom) | 31                              | —                               | —                               | Lombardi     |
| 2020 | »Es tut schon wieder weh«      | 11                              | 23                              | 32                              | Lombardi     |
| 2020 | »Kämpferherz«                  | 13                              | 21                              | 25                              | Lombardi     |
| 2020 | »Cinderella«                   | 4                               | 11                              | 21                              |              |
| 2022 | »Vorbei«                       | 4                               | 25                              | 37                              |              |